# Paronychia polygonifolia
Paronychia polygonifolia är en nejlikväxtart som först beskrevs av Dominique Villars, och fick sitt nu gällande namn av Dc. Paronychia polygonifolia ingår i släktet prasselörter, och familjen nejlikväxter. Inga underarter finns listade i Catalogue of Life.

## Bildgalleri

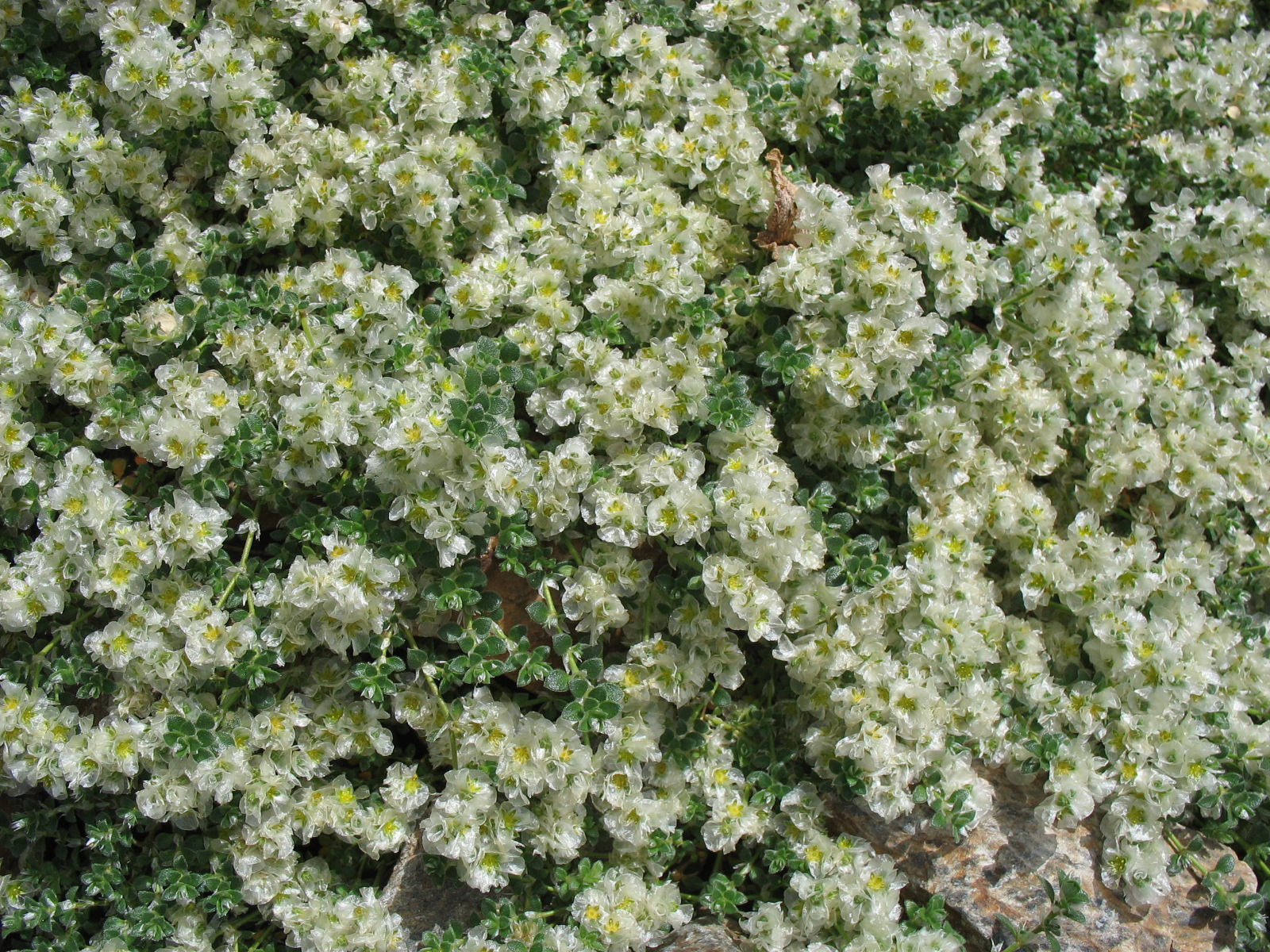